# Ražanj (Serbia)
Ražanj (in serbo Ражањ?) è una cittadina e una municipalità del distretto di Nišava, nella Serbia meridionale. È suddiviso in 23 frazioni aventi una popolazione complessiva di 9 150 abitanti. Il comune occupa una superficie di 289 km² ed è ubicato 50 km a nord-ovest di Niš.

## Etimologia e storia
Una leggenda locale attribuisce alla città romana preesistente il nome di Arsena in quanto avrebbe ospitato un arsenale; in epoca tardo-romana era chiamata Cametas. Il nome attuale di "Ražanj", che in serbo significa "punta", data a partire dal periodo ottomano. Secondo la tradizione questa denominazione si riferirebbe al fatto che gli abitanti si difendevano dai Turchi con dei bastoni appuntiti; secondo altri storici, invece, il nome deriverebbe da Rožanj, toponimo che designa il punto più elevato del monte Bukovik (893 m). 
Dal 1929 al 1941 Ražanj fece parte della Banovina della Morava, all'interno del Regno di Jugoslavia.

## Località
Il comune di Ražanj comprende 23 località includendo il capoluogo omonimo:
Braljina, Grabovo, Lipovac, Mađere, Maletina, Novi Bračin, Pardik, Podgorac, Poslon, Praskovče, Pretrkovac, Ražanj, Rujište, Skorica, Smilovac, Stari Bračin, Cerovo, Crni Kao, Čubura, Šetka, Varoš e Vitoševac.

## Popolazione

### Evoluzione demografica
| Anno | Popolazione |
| ---- | ----------- |
| 1948 | 18.931      |
| 1953 | 19.623      |
| 1961 | 18.829      |
| 1971 | 17.113      |
| 1981 | 15.586      |
| 1991 | 13.582      |
| 2002 | 11.369      |
| 2011 | 9.150       |

### Composizione etnica
L'attuale composizione etnica della popolazione è la seguente:
| Gruppo etnico | Numero di abitanti |
| ------------- | ------------------ |
| Serbi         | 8815               |
| Rom           | 195                |
| Macedoni      | 11                 |
| Croati        | 3                  |
| Altri         | 126                |
| Totale        | 9150               |

## Infrastrutture e trasporti
- Autostrada Belgrado-Niš

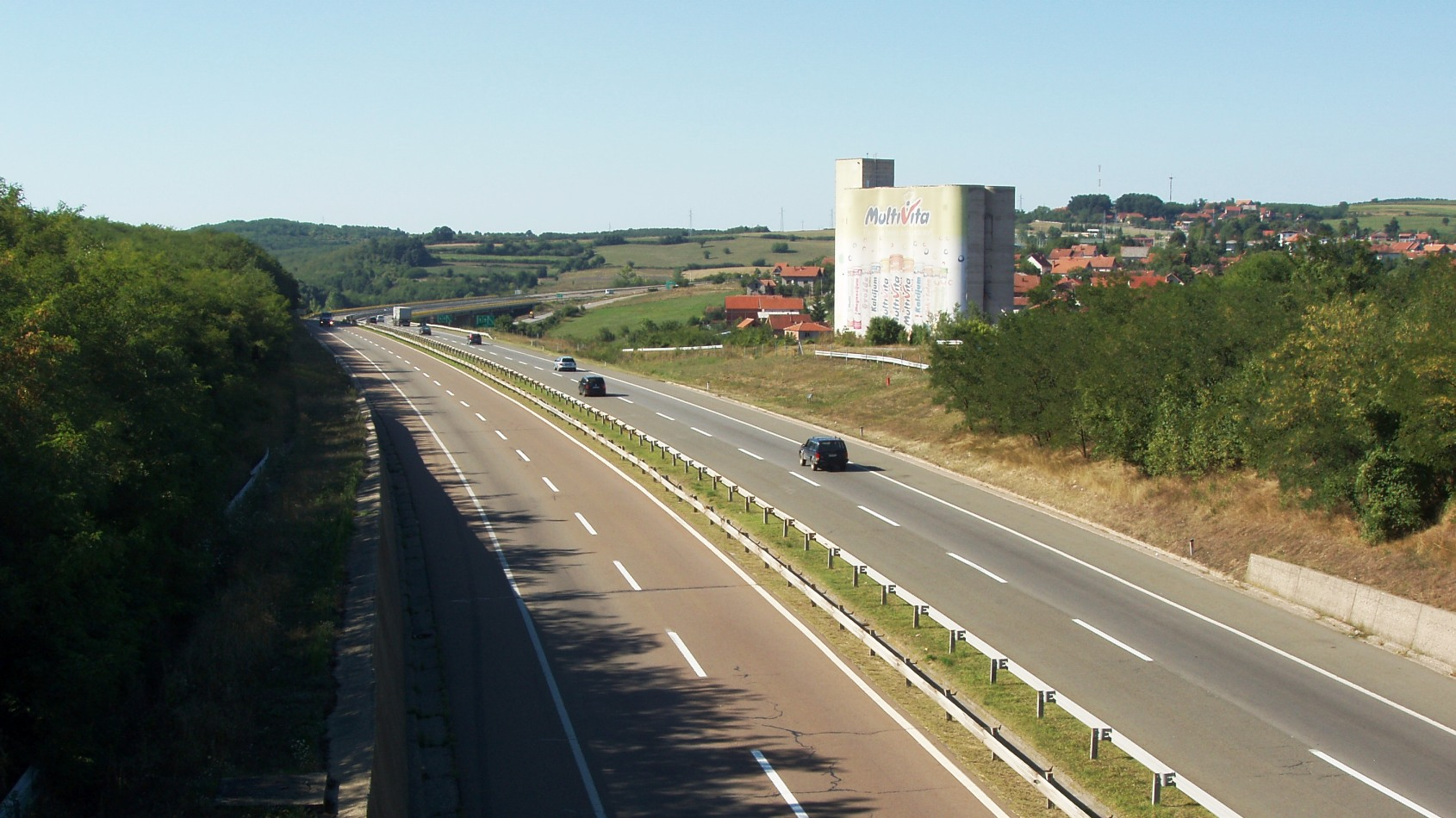
L'autostrada Belgrado-Niš nel tratto che attraversa la cittadina di Ražanj

- Linea ferroviaria Belgrado-Niš (le stazioni ferroviarie di Braljina e Đunis sono situate all'interno del comune di Ražanj)
- Strada europea E75